# Rensjön (naturreservat)
Rensjön är ett naturreservat kring och väster om sjön Rensjö i Älvdalens kommun i Dalarnas län.
Området är naturskyddat sedan 1996 och är 747 hektar stort. Reservatet består av tallskog med inslag av gran.